# Івана Трамп
Івана Марі Трамп (англ. Ivana Marie Trump), до шлюбу Зельнічкова (чеськ. Zelníčková; 20 лютого 1949, Злін, Чехословацька Республіка — 14 липня 2022, Мангеттен, Нью-Йорк, США) — американська підприємиця, письменниця-романістка, автобіографка, дизайнерка; колишня чехословацька гірськолижниця й модель.

## Життєпис
Народилася 20 лютого 1949 року в Зліні в родині інженера Мілоша Зельнічека (1927—1990, помер від серцевого нападу) та телефонної операторки Марії Зельнічкової (Францової).

## Кар'єра
Обіймала посаду в The Trump Organization, де працювала старшою керівницею протягом семи років, включно з виконанням обов'язків віцепрезидентки з дизайну інтер'єру. Саме Івана керувала розробкою дизайну інтер'єру Trump Tower Baku з його фірмовим мармуром. Трамп також була генеральною директоркою і президенткою готелю та казино Trump Castle в Атлантік-Сіті, а пізніше вона стала менеджеркою готелю Plaza на Мангеттені.

### Ділові підприємства
Після 1992 року зайнялася розробкою лінії одягу, модних прикрас і косметичних товарів, які продавалися через телевізійні торгові канали, включно з Home Shopping Network і QVC London. У 1995 році очолила House of Ivana, компанію моди та ароматів з виставковим залом на Парк-авеню в Нью-Йорку.
У 1998 році вона займалася бізнесом у Хорватії (місце відпочинку, яке часто відвідували її батьки), що охоплювало купівлю 33 % другої за величиною щоденної газети країни Polo+10.
У 2004 році компанія Bentley Bay під її брендом в Маямі, штат Флорида, оголосила про банкрутство.  Наступного року брала участь у кількох запропонованих проєктах кондомініумів, включно з так і не збудованим Ivana Las Vegas.
У 2010 році вона подала до суду на фінську модну компанію Ivana Helsinki, звинувативши її в продажу жіночого одягу, на якому без дозволу було вказано її ім'я.

### Письменництво
Трамп написала кілька книг, зокрема For Love Alone (1992), Free to Love (1993) і The Best Is Yet to Come: Coping with Divorce and Enjoying Life Again (1995). З червня 1995 до січня 2010 року Трамп писала колонку з порадами про кохання та життя для Globe під назвою «Запитайте Івану».
У лютому 1999 року запустила власний журнал про стиль життя під назвою Ivana's Living in Style. У 2001 році вела колонку з порадами для журналу «Розлучення»
У 2017 році випустила автобіографію «Виховання Трамп». У ній розповідалося про її власне виховання та перші роки виховання дітей із Дональдом.

## Особисте життя
Була одружена з лижником Альфредом Вінкмайром (1971–1976), підприємцем Дональдом Трампом (1977–1992, народила сина Дональда, дочку Іванку Марі, та Еріка Фредеріка), Рікардо Маццучеллі (1995–1997) та Россано Рубіконом (2008–2009, нар. 1973).
Після розлучення з Маццучеллі Івана подала позов про порушення контракту на суму 15 млн доларів США за порушення положення про конфіденційність у передшлюбному договорі. Маццукеллі подав позов на Івану та її колишнього чоловіка Дональда в британському суді за наклеп. Пізніше позов було врегульовано на нерозкритих умовах.
Стала громадянкою США в 1988 році.
У Івани Трамп десять онуків.
Наприкінці 2010-х вона, як повідомляється, проводила свій час між Нью-Йорком, Маямі та Сен-Тропе.
Як заявляла сама Івана, вона вільно володіла німецькою, французькою, чеською та російською мовами[джерело?].

## Смерть
14 липня 2022 року у віці 73 років Івана Трамп померла від тупого удару після падіння зі сходів у своєму будинку на Верхньому Іст-Сайді Мангеттена. Її колишній чоловік Дональд і троє їхніх дітей, а також низка політиків і знаменитостей висловили співчуття в соціальних мережах. Церемонія поховання відбулася 20 липня в римо-католицькій церкві Св. Вінсента Феррера неподалік її будинку. Івану поховали в Бедмінстерському національному гольф-клубі Трампа, штат Нью-Джерсі.